# Nesaphrogeneia
Nesaphrogeneia is een geslacht van halfvleugeligen uit de familie schuimcicaden (Cercopidae). De wetenschappelijke naam van dit geslacht is voor het eerst geldig gepubliceerd in 1907 door Kirkaldy.

## Soorten
Het geslacht Nesaphrogeneia  is monotypisch en omvat slechts de volgende soort:
- Nesaphrogeneia vitiensis Kirkaldy, 1907